# PMB Road Classic
De PMB Road Classic was een eendaagse wielerwedstrijd voor zowel mannen als vrouwen in Pietermaritzburg, Zuid-Afrika. Beide wedstrijden hadden de UCI-categorie 1.2 en maakten deel uit van de KZN Autumn Series. Reynard Butler won bij de mannen en Cherise Stander was de beste bij de vrouwen.